# Florin Croitoru
Florin Ionuț Croitoru (Bucarest, 25 agosto 1993) è un ex sollevatore rumeno due volte campione europeo, che gareggiò nelle categorie dei pesi gallo e dei pesi piuma.

## Carriera
Iniziò la carriera nel CS Rapid București, allenato da Pavel Rugea. Nelle categorie giovanili, nel 2010 vinse la medaglia d'oro ai campionati europei di Valencia e si classificò quinto ai Giochi olimpici giovanili di Singapore nei pesi gallo.
Negli juniores vinse una medaglia d'argento e tre medaglie d'oro ai campionati europei tra il 2010 e il 2013. Nei senior vinse due medaglie di bronzo agli europei del 2011 di Kazan' e del 2015 di Tbilisi e due medaglie d'oro a Tirana nel 2013 – dove inizialmente si classificò quarto, ma poi vinse la gara per le squalifiche dei primi tre classificati, Valentin Hristov, Igor Bour e Zulfugar Suleymanov – e a Tel Aviv nel 2014.
Ai campionati mondiali si classificò quattordicesimo nell'edizione del 2014 di Almaty e nono nell'edizione del 2015 a Houston nella categoria dei pesi piuma.
Partecipò ai Giochi Olimpici di Londra del 2012, dove si classificò inizialmente in nona posizione; nel maggio del 2019 fu trovato positivo a sostanze proibite attraverso una nuova analisi delle provette e squalificato.